# Por amarte (canción de Los Prisioneros)
«Por amarte» es una canción del grupo chileno Los Prisioneros que aparece en el álbum Corazones (1990).
Es una canción de desamor en la que Jorge González manifiesta su necesidad de amar con pasión y sufrimiento,y al no poder accionar aquello, expresa su dolor por la imposibilidad de una relación amorosa.